# Суюшево
Суюшево — упразднённая в 2006 году деревня в Кугарчинском районе Республики Башкортостан Российской Федерации. Входила в состав Уральского сельсовета.

## География
Стояла на речках Шлангаер и Мелеуз, при впадении последней в Белую.
Находится в национальном парке «Башкирия».

## История
Деревня Суюшево появилась в 1770-х годах. Первопоселенец Суюш Кучуков. Известно, как указывает доктор исторических наук Асфандияров А. З. (История сел и деревень Башкортостана: Кн. 2-3.- Изд. 2-е.: Справочная книга. — Уфа: Китап, 1998. — 432 с.), что в 1816 г. Суюшу Кучукову исполнилось 90 лет; у него было четырёх сыновей, старшие — с 1776 года, близнецы: Караменда и юртовой есаул Кагарман, средний — Кинзебулат с сыновьями Мухаметзяном и Абдулмазитом, младший — мулла Кинзебай (с 1781 года).
Относился к Баюлинской (Байсаринской) тюбе.
Постановлением Всероссийского ЦИК «Об изменениях в административно-территориальном делении Башкирской АССР» от 20 февраля 1932 года «Иргизлинский сельсовет и селение Суюшево, Альмясовского сельсовета, Мраковского района», передано «в состав Иргизлинского сельсовета, Бурзянского района».
Упразднена в 2006 году Законом Республики Башкортостан от 29 декабря 2006 года N 404-з «О внесении изменений в административно-территориальное устройство Республики Башкортостан в связи с объединением, упразднением, изменением статуса населенных пунктов и переносом административных центров».

## Население
В 1795 г. в д. Суюшево было 11 дворов с населением в 70 человек, в середине XIX века в 30 дворах проживало 200 человек, в 1920 г. на каждый из 60 дворов приходилось по 5 человек.

## Транспорт
Дорога Сюрень — Суюшево — Батран.